# 공주 10경
공주 10경은 공주에서 볼 만한 곳 10곳을 선정한 곳이다.

## 선정 장소
- 갑사
- 계룡산
- 고마나루
- 마곡사
- 무령왕릉
- 공산성
- 공주 석장리 고분군
- 금학생태공원
- 창벽
- 금강

## 같이 보기
- 공주시청